# DBU Pokalen 2017-18
DBU Pokalen 2017-18 var den 64. udgave af DBU Pokalen. Finalen bliver spillet i Telia Parken Kristi Himmelfartsdag d. 10. maj 2018.
Vinderen vil træde ind i Europa League, 2. kvalifikationsrunde. Hvis vinderen samtidig bliver dansk mester, kvalificerer klubben sig imidlertid til UEFA Champions League-kvalifikation i stedet. Pokalvinderens plads vil i stedet tilfalde nummer 2 i Superligaen.

## Struktur
I 1. runde vil der være 88 hold. 52 kommer fra kvalifikationskampene blandt serieholdene i sæsonen 2016-17 hos DBU Bornholm (1 hold), DBU Fyn (8 hold), DBU Jylland (19 hold) DBU København (8 hold), DBU Lolland-Falster (3 hold) og DBU Sjælland (13 hold). 24 hold kommer fra 2. division 2016-17. 10 hold kommer fra 1. division 2016-17. De sidste 2 hold er nedrykkerne fra Superligaen 2016-17.
I 2. runde vil der være 52 hold. 44 af dem er vinderne fra 1. runde. 6 hold fra Superligaen 2016-17. De sidste 2 hold er oprykkerne fra 1. division 2016-17.
I 3. runde vil der være 32 hold. 26 af dem er vinderne fra 2. runde. De sidste 6 hold er nr. 1-6 fra Superligaen 2016-17.
Herefter træder ingen nye hold ind.

## Deltagere
101 hold er med i DBU Pokalen. Alle divisionshold fra sæsonen 2016-17 er automatisk med i pokalturneringen, mens tilmeldte seriehold spillede kvalifikationskampe for at komme med. FC Svendborg deltager ikke i pokalturneringen, da klubben er gået konkurs.
Det lavestrangerende seriehold fra sæsonen 2016-17, som når længst, får 100.000 kr. Denne sæson var det VB 1968 fra Serie 1, der sammen med en masse andre seriehold blev slået ud i 3. runde. Men da VB 1968 var det lavest rangeret hold, får klubben de 100.000 kr.

### Alka Superligaen
| Klub            | Træder ind i | Slået ud i     | Slået ud af    |
| --------------- | ------------ | -------------- | -------------- |
| AC Horsens      | 2. runde     | 3. runde       | Holbæk         |
| AGF             | 2. runde     | 3. runde       | FC Fredericia  |
| Brøndby         | 3. runde     | Finale, vinder |                |
| FC Helsingør    | 2. runde     | 4. runde       | AaB            |
| FC København    | 3. runde     | 4. runde       | Brøndby        |
| FC Midtjylland  | 3. runde     | Semifinaler    | Brøndby        |
| FC Nordsjælland | 3. runde     | 4. runde       | Hobro          |
| Hobro           | 2. runde     | Kvartfinaler   | FC Midtjylland |
| Lyngby          | 3. runde     | 4. runde       | Silkeborg      |
| OB              | 2. runde     | 4. runde       | FC Midtjylland |
| Randers FC      | 2. runde     | Kvartfinaler   | Silkeborg      |
| Silkeborg       | 2. runde     | Finale, taber  |                |
| SønderjyskE     | 3. runde     | Kvartfinaler   | Brøndby        |
| AaB             | 2. runde     | Kvartfinaler   | FC Fredericia  |

### NordicBet Liga
| Klub          | Træder ind i | Slået ud i  | Slået ud af   |
| ------------- | ------------ | ----------- | ------------- |
| Brabrand      | 1. runde     | 2. runde    | Vendsyssel FF |
| Esbjerg       | 1. runde     | 1. runde    | FC Fredericia |
| FC Fredericia | 1. runde     | Semifinaler | Silkeborg     |
| FC Roskilde   | 1. runde     | 1. runde    | Nykøbing FC   |
| Fremad Amager | 1. runde     | 3. runde    | OB            |
| HB Køge       | 1. runde     | 4. runde    | FC Fredericia |
| Nykøbing FC   | 1. runde     | 2. runde    | HB Køge       |
| Skive         | 1. runde     | 3. runde    | FC København  |
| Thisted       | 1. runde     | 1. runde    | Hedensted     |
| Vejle         | 1. runde     | 2. runde    | Jammerbugt    |
| Viborg        | 1. runde     | 2. runde    | AaB           |
| Vendsyssel FF | 1. runde     | 3. runde    | SønderjyskE   |

### 2. division
| Klub             | Liga 2017-18 | Træder ind i | Slået ud i | Slået ud af    |
| ---------------- | ------------ | ------------ | ---------- | -------------- |
| AB               | Pulje 1      | 1. runde     | 2. runde   | Slagelse       |
| Avarta           | Pulje 2      | 1. runde     | 1. runde   | Fremad Amager  |
| B93              | Pulje 1      | 1. runde     | 2. runde   | Ledøje-Smørum  |
| Brønshøj         | Pulje 1      | 1. runde     | 2. runde   | Næstved        |
| Dalum            | Pulje 2      | 1. runde     | 2. runde   | OB             |
| FC Sydvest       | Pulje 3      | 1. runde     | 2. runde   | Vejgaard       |
| Frem             | Pulje 1      | 1. runde     | 1. runde   | Hvidovre       |
| Greve            | Pulje 2      | 1. runde     | 3. runde   | FC Midtjylland |
| HIK              | Pulje 2      | 1. runde     | 3. runde   | Silkeborg      |
| Hvidovre         | Pulje 1      | 1. runde     | 3. runde   | FC Helsingør   |
| Jammerbugt FC    | Pulje 3      | 1. runde     | 4. runde   | SønderjyskE    |
| Kjellerup        | Pulje 3      | 1. runde     | 2. runde   | Silkeborg      |
| Kolding IF       | Pulje 2      | 1. runde     | 2. runde   | Hobro          |
| Marienlyst       | Pulje 2      | 1. runde     | 1. runde   | Otterup        |
| Middelfart       | Pulje 2      | 1. runde     | 3. runde   | AaB            |
| Næsby            | Pulje 2      | 1. runde     | 2. runde   | VB 1968        |
| Næstved Boldklub | Pulje 1      | 1. runde     | 3. runde   | HB Køge        |
| Odder            | Pulje 3      | 1. runde     | 1. runde   | Jammerbugt FC  |
| VSK Aarhus       | Pulje 3      | 1. runde     | 2. runde   | AGF            |
| Aarhus Fremad    | Pulje 3      | 1. runde     | 2. runde   | Hedensted      |

### Seriehold, Bornholm
| Klub        | Liga 2017-18     | Træder ind i | Slået ud i | Slået ud af |
| ----------- | ---------------- | ------------ | ---------- | ----------- |
| NB Bornholm | Københavnsserien | 1. runde     | 1. runde   | Husum       |

### Seriehold, Fyn
| Klub         | Liga 2017-18   | Træder ind i | Slået ud i | Slået ud af |
| ------------ | -------------- | ------------ | ---------- | ----------- |
| Allesø       | Serie 1        | 1. runde     | 1. runde   | Vejle       |
| B1913        | Danmarksserien | 1. runde     | 2. runde   | Hvidovre    |
| Krarup/Espe  | Albaniserien   | 1. runde     | 1. runde   | Varde       |
| KRFK         | Albaniserien   | 1. runde     | 1. runde   | Næsby       |
| Marstal/Rise | Albaniserien   | 1. runde     | 1. runde   | FC Sydvest  |
| Otterup      | Albaniserien   | 1. runde     | 3. runde   | Randers FC  |
| Tarup-Paarup | Danmarksserien | 1. runde     | 1. runde   | Dalum       |
| Tåsinge      | Serie 1        | 1. runde     | 1. runde   | Kolding IF  |

### Seriehold, Jylland
| Klub            | Liga 2017-18   | Træder ind i | Slået ud i | Slået ud af     |
| --------------- | -------------- | ------------ | ---------- | --------------- |
| Agerbæk/Starup  | Jyllandsserien | 1. runde     | 2. runde   | Randers FC      |
| Birkelse        | Serie 1        | 1. runde     | 1. runde   | Vejgaard        |
| Bramming        | Serie 1        | 1. runde     | 1. runde   | Agerbæk/Starup  |
| Christiansbjerg | Serie 1        | 1. runde     | 1. runde   | Aabyhøj         |
| DGL 2000        | Jyllandsserien | 1. runde     | 1. runde   | Brabrand        |
| Egen            | Serie 1        | 1. runde     | 1. runde   | Middelfart      |
| FC Sønderborg   | Danmarksserien | 1. runde     | 1. runde   | B1913           |
| Hatting/Torsted | Jyllandsserien | 1. runde     | 1. runde   | RKG             |
| Hedensted       | Danmarksserien | 1. runde     | 3. runde   | Lyngby          |
| Hirtshals       | Serie 1        | 1. runde     | 1. runde   | Kjellerup       |
| Holstebro       | Danmarksserien | 1. runde     | 1. runde   | Aarhus Fremad   |
| Linde           | Serie 3        | 1. runde     | 1. runde   | VSK Aarhus      |
| Lystrup         | Danmarksserien | 1. runde     | 1. runde   | Vendsyssel FF   |
| Nørresundby     | Jyllandsserien | 1. runde     | 2. runde   | Skive           |
| RKG             | Serie 1        | 1. runde     | 2. runde   | FC Fredericia   |
| Silkeborg KFUM  | Jyllandsserien | 1. runde     | 1. runde   | Viborg          |
| Varde           | Danmarksserien | 1. runde     | 2. runde   | AC Horsens      |
| Vejlby-Risskov  | Serie 1        | 1. runde     | 1. runde   | Skive           |
| Vejgaard        | Danmarksserien | 1. runde     | 3. runde   | FC Nordsjælland |
| Aabyhøj         | Jyllandsserien | 1. runde     | 2. runde   | Middelfart      |

### Seriehold, København
| Klub            | Liga 2017-18     | Træder ind i | Slået ud i | Slået ud af   |
| --------------- | ---------------- | ------------ | ---------- | ------------- |
| CSC             | Serie 1          | 1. runde     | 1. runde   | Sunred Beach  |
| FC Græsrødderne | Serie 2          | 1. runde     | 1. runde   | Vanløse       |
| GVI             | Danmarksserien   | 1. runde     | 1. runde   | Ledøje-Smørum |
| Husum           | Serie 1          | 1. runde     | 2. runde   | FC Helsingør  |
| Kastrup         | Danmarksserien   | 1. runde     | 1. runde   | AB            |
| Sunred Beach    | Serie 1          | 1. runde     | 2. runde   | Otterup       |
| Tårnby FF       | Københavnsserien | 1. runde     | 1. runde   | Brønshøj      |
| Vanløse         | Danmarksserien   | 1. runde     | 2. runde   | Fremad Amager |

### Seriehold, Lolland-Falster
| Klub              | Liga 2017-18          | Træder ind i | Slået ud i | Slået ud af |
| ----------------- | --------------------- | ------------ | ---------- | ----------- |
| Døllefjelde-Musse | Lolland-Falsterserien | 1. runde     | 1. runde   | VB 1968     |
| Frem Sakskøbing   | Lolland-Falsterserien | 1. runde     | 2. runde   | Greve       |
| Listrup           | Sjællandsserien       | 1. runde     | 1. runde   | Holbæk      |

### Seriehold, Sjælland
| Klub               | Liga 2017-18    | Træder ind i | Slået ud i | Slået ud af        |
| ------------------ | --------------- | ------------ | ---------- | ------------------ |
| B1973              | Serie 1         | 1. runde     | 1. runde   | Ballerup-Skovlunde |
| Ballerup-Skovlunde | Sjællandsserien | 1. runde     | 2. runde   | Holbæk             |
| Fredensborg        | Danmarksserien  | 1. runde     | 2. runde   | HIK                |
| Helsinge           | Serie 1         | 1. runde     | 1. runde   | HIK                |
| Herlufsholm        | Sjællandsserien | 1. runde     | 1. runde   | HB Køge            |
| Herstedøster       | Sjællandsserien | 1. runde     | 1. runde   | Frem Sakskøbing    |
| Holbæk             | Danmarksserien  | 1. runde     | 4. runde   | Randers FC         |
| KFUM Roskilde      | Danmarksserien  | 1. runde     | 1. runde   | Slagelse           |
| Ledøje-Smørum      | Danmarksserien  | 1. runde     | 3. runde   | Brøndby            |
| Ringsted           | Sjællandsserien | 1. runde     | 1. runde   | Fredensborg        |
| Rishøj             | Sjællandsserien | 1. runde     | 1. runde   | Greve              |
| Slagelse           | Danmarksserien  | 1. runde     | 3. runde   | Hobro              |
| VB 1968            | Serie 1         | 1. runde     | 3. runde   | Jammerbugt FC      |
| Virum-Sorgenfri    | Danmarksserien  | 1. runde     | 1. runde   | B93                |
| Ølstykke           | Serie 1         | 1. runde     | 1. runde   | Næstved            |

## Første runde
I turneringens første runde er holdene opdelt i en Vest- og Øst-pulje. I Vest-puljen deltager 47 hold, der igen er opdelt i to puljer, "Fyn/Jylland-puljen" og "Jylland-puljen". Øst-puljen består af 40 hold, der er opdelt i to puljer "København/Bornholm-puljen" og "Sjælland/Lolland/Falster-puljen".
Lodtrækningen fandt sted mandag den 26. juni 2017.

### Vest, Jylland
| 8. august 2017 18:30 |

| Christiansbjerg (6)           | 2 - 3   | Aabyhøj (5)                                      |
| ----------------------------- | ------- | ------------------------------------------------ |
| Bonde 5' · M.K. Rasmussen 90' | Rapport | Kristoffersen 48' · 51' (selvmål) · Larsen 53' · |

| CIF's Anlæg, Aarhus Dommer: Rasmus Nielsen |

| 8. august 2017 18:30 |

| Hirtshals (6)                 | 2 - 3 (e.f.s) | Kjellerup (3)               |
| ----------------------------- | ------------- | --------------------------- |
| Knudsen 10' · N. Andersen 25' | Rapport       | Lind 4', 8' · Larsen 120' · |

| Schlie Arena, Hirtshals Dommer: Michael Rasmussen |

| 8. august 2017 18:30 |

| Jammerbugt FC (3)                              | 3 - 0   | Odder IGF Fodbold (3) |
| ---------------------------------------------- | ------- | --------------------- |
| Hyltoft 74' · Ahlmann 75' · Denius Nielsen 86' | Rapport |                       |

| Jetsmark Stadion, Pandrup Tilskuere: 120 Dommer: Michael V. Jensen |

| 8. august 2017 18:30 |

| RKG (6)                        | 2 - 0   | Hatting-Torsted (5) |
| ------------------------------ | ------- | ------------------- |
| T. Nielsen 72' · Rasmussen 87' | Rapport |                     |

| Klarup Stadion, Klarup Dommer: Patrick Remon Andersen |

| 9. august 2017 18:30 |

| DGL 2000 (5) | 0 - 3   | Brabrand (2)                                    |
| ------------ | ------- | ----------------------------------------------- |
|              | Rapport | Ørbæk Knudsen 39' · Kjeldsen 62' · Linnet 85' · |

| Tilst Idrætsanlæg, Tilst Dommer: Henrik Overgaard |

| 9. august 2017 18:30 |

| Hedensted Idrætsforening (4)        | 3 - 2   | Thisted FC (2)                      |
| ----------------------------------- | ------- | ----------------------------------- |
| Givskov 4' · Mirsad Suljic 38', 90' | Rapport | Bust Sørensen 40' · Lauritsen 70' · |

| Hedensted Stadion, Hedensted Dommer: Allan Staal |

| 9. august 2017 18:30 |

| Holstebro Boldklub (4) | 0 - 3   | Aarhus Fremad (3)                       |
| ---------------------- | ------- | --------------------------------------- |
|                        | Rapport | Lyskov 48' · Brodersen 72' · Diab 90' · |

| Holstebro Idrætspark, Holstebro Dommer: Dennis Mogensen |

| 9. august 2017 18:30 |

| Linde (8) | 0 - 12  | VSK Aarhus (3) |
| --------- | ------- | --- |
|           | Rapport | Nygaard 2', 40' · Torp 9', 82' · Brodersen 11' · Memory 17' · Sloth Jørgensen 48', 70', 77' · Høgh Jensen 80', 87', 89' · |

| Langhøjskolen, Struer Dommer: Patrick Remon Andersen |

| 9. august 2017 18:30 |

| Lystrup (4) | 0 - 3   | Vendsyssel FF (2)                     |
| ----------- | ------- | ------------------------------------- |
|             | Rapport | Brandao 30' · Moses 44' · Ogude 90' · |

| Lystrup Idrætsanlæg, Lystrup Dommer: Aydin Uslu |

| 9. august 2017 18:30 |

| Silkeborg KFUM (5) | 1 - 3 (e.f.s) | Viborg FF (2)                             |
| ------------------ | ------------- | ----------------------------------------- |
| Røjkjær 87'        | Rapport       | Beck Guldsmed 20', 114' · Thychosen 94' · |

| Søholt Idrætspark, Silkeborg Dommer: Sandi Putros |

| 9. august 2017 18:30 |

| Vejlby-Risskov (6) | 0 - 4   | Skive IK (2)                                      |
| ------------------ | ------- | ------------------------------------------------- |
|                    | Rapport | Buur 14' · Pedersen 18', 34' · Andreas Kock 76' · |

| NES Park, Risskov Dommer: Chris Johansen |

| 15. august 2017 18:15 |

| Birkelse (6) | 1 - 3   | Vejgaard (4)                    |
| ------------ | ------- | ------------------------------- |
| Besic 72'    | Rapport | Skjødt Andersen 17', 40', 61' · |

| Nordjyske Bank Arena, Birkelse Dommer: Morten Bach Jepsen |

Nørresundby er oversidder i 1. runde.

### Vest, Fyn/Jylland
| 8. august 2017 17:30 |

| Marstal/Rise (5) | 0 - 1   | FC Sydvest (3)     |
| ---------------- | ------- | ------------------ |
|                  | Rapport | Van Ittersum 58' · |

| Marstal Stadion, Marstal Dommer: Paw Johansen |

| 8. august 2017 18:30 |

| B1913 (4)                                         | 4 - 1 (e.f.s) | FC Sønderborg (4) |
| ------------------------------------------------- | ------------- | ----------------- |
| R. Larsen 89', 115' · Eling 108' · Schousboe 118' | Rapport       | Iversen 32' ·     |

| Campus Road, Odense Dommer: Allan Rørdahl Borgstrøm |

| 8. august 2017 18:30 |

| Bramming IF (6) | 0 - 5   | Agerbæk/Starup (5)                                                                     |
| --------------- | ------- | -------------------------------------------------------------------------------------- |
|                 | Rapport | Lauridsen 15' · Poulsen 19' · Høj Hansen 30' · Lindberg Sørensen 30' · 87' (selvmål) · |

| Skjern Bank Arena, Bramming Dommer: Brian Jessen |

| 8. august 2017 18:30 |

| Egen (6)                           | 2 - 4   | Middelfart (3)                                                 |
| ---------------------------------- | ------- | -------------------------------------------------------------- |
| Schmidt Clausen 19' · Truelsen 25' | Rapport | Johansen 41', 84' · Brøsted Rasmussen 86' · Zachariassen 90' · |

| Guderup Idrætsanlæg, Nordborg Dommer: Jonas Rossen |

| 8. august 2017 18:30 |

| Krarup/Espe (5)                         | 2 - 4   | Varde IF (4)                                                  |
| --------------------------------------- | ------- | ------------------------------------------------------------- |
| Frandsen 33', 38' · Schmidt Clausen 19' | Rapport | Møller Christiansen 3' · Puggard 60' · Lund 75' · Backs 81' · |

| Espe Hallen, Ringe Tilskuere: 100 Dommer: Thomas Isen |

| 8. august 2017 18:30 |

| KRFK (5) | 0 - 3   | Næsby (3)                                             |
| -------- | ------- | ----------------------------------------------------- |
|          | Rapport | Weber 12', 76' (str.) · Skovgaard Jensen 14' (str.) · |

| Krogsbølle Stadion, Otterup Dommer: Søren Stagaard |

| 8. august 2017 18:30 |

| Otterup (5)                             | 3 - 2   | Marienlyst (3)                                |
| --------------------------------------- | ------- | --------------------------------------------- |
| Chilvers 39' · Davidsen 55' · Tubæk 79' | Rapport | Svaneberg Hansen 7' · Augustinus Hansen 26' · |

| Nordfyns Bank Arena, Otterup Dommer: Jonas Bøgelund |

| 8. august 2017 18:30 |

| Tåsinge (6) | 0 - 5   | Kolding IF (3)                                        |
| ----------- | ------- | ----------------------------------------------------- |
|             | Rapport | Rittig 12', 32', 83' · Buhl Jensen 73' · Jepsen 90' · |

| SEF Energi Arena, Svendborg Tilskuere: 350 Dommer: Midhat Sulejmanovic |

| 9. august 2017 18:30 |

| Allesø (6) | 0 - 3   | Vejle Boldklub (2)                        |
| ---------- | ------- | ----------------------------------------- |
|            | Rapport | Madsen 10' · Andreasen 45' · Egholm 55' · |

| Spurvelundsskolen, Odense Tilskuere: 445 Dommer: Allan Rørdahl Borgstrøm |

| 9. august 2017 18:30 |

| Tarup-Paarup (4)      | 1 - 2   | Dalum (3)                            |
| --------------------- | ------- | ------------------------------------ |
| Kristensen 35' (str.) | Rapport | Høgstad 43' · D. Jensen 50' (str.) · |

| Home Tarup Park, Odense Dommer: Paw Johansen |

| 9. august 2017 19:15 |

| FC Fredericia (2)                       | 4 - 0   | Esbjerg fB (2) |
| --------------------------------------- | ------- | -------------- |
| Putros 5' · Lopez 65' · Letort 73' (90) | Rapport |                |

| Monjasa Park, Fredericia Dommer: Morten Krogh |

### Øst, København/Bornholm
| 8. august 2017 18:00 |

| Husum (6)                 | 1 - 0   | NB Bornholm (5) |
| ------------------------- | ------- | --------------- |
| Frydensbjerg Petersen 10' | Rapport |                 |

| Husumparken, Brønshøj Dommer: Frederik Lysemose Hoffmann |

| 8. august 2017 18:15 |

| Virum-Sorgenfri (4)                              | 3 - 6   | B93 (3)                                                         |
| ------------------------------------------------ | ------- | --------------------------------------------------------------- |
| Al-Bahadli 45' · Youssef Mahmoud 49' · Vraae 88' | Rapport | Olsen 19' · Ali 24', 51' · Roshani 32', 82' · Berg Hansen 88' · |

| Virum Stadion, Virum Tilskuere: 100 Dommer: Frida Mia Klarlund Nielsen |

| 8. august 2017 18:30 |

| Hvidovre (3)       | 1 - 0   | Frem (3) |
| ------------------ | ------- | -------- |
| Østberg Hansen 62' | Rapport |          |

| Kæmpernes Arena, Hvidovre Tilskuere: 1.126 Dommer: Anders Poulsen |

| 8. august 2017 18:30 |

| Kastrup (4)        | 1 - 4   | AB (3)                                                        |
| ------------------ | ------- | ------------------------------------------------------------- |
| Christoffersen 26' | Rapport | Uth 24' · Olsen 34' · Nygaard Hansen 59' · Jacob Lerche 73' · |

| Røllikevej, Kastrup Dommer: Jakob A. Sundberg |

| 8. august 2017 18:30 |

| Ledøje-Smørum (4)                            | 3 - 3 (e.f.s.) | GVI (4)                                         |
| -------------------------------------------- | -------------- | ----------------------------------------------- |
| Wulff 42' · Rasmussen 107' · Kjærsgaard 115' | Rapport        | Christensen 25' · Østgaard 94' · Vibholm 109' · |

| Ledøje Idrætscenter, Smørum Dommer: Simon Rosenlund |

|  |       | Straffesparkskonkurrence |
|  | 4 - 3 |                          |

| 8. august 2017 18:30 |

| Tårnby FF (5) | 1 - 2   | Brønshøj (3)                  |
| ------------- | ------- | ----------------------------- |
| Andersen 31'  | Rapport | Buch 3' · Bechmann Timm 67' · |

| Vestamager Idrætsanlæg, Kastrup Dommer: Casper Thorsøe Jr. |

| 8. august 2017 19:00 |

| FC Græsrødderne (7)       | 2 - 3 | Vanløse (4)                                                |
| ------------------------- | ----- | ---------------------------------------------------------- |
| Udsen 42' · Wozniacki 58' |       | Hussein 32' · O. Merling Hansen 37' · Christoffersen 82' · |

| Gentofte Stadion, Gentofte Dommer: Sebastian Friis Aagerup |

| 9. august 2017 18:30 |

| Avarta (3) | 0 - 5   | Fremad Amager (2)                                      |
| ---------- | ------- | ------------------------------------------------------ |
|            | Rapport | Nordstrand 24' (52), 56' · 58' (selvmål) · Engel 63' · |

| Espelundens Idrætsanlæg, Rødovre Tilskuere: 440 Dommer: Kasper Madsen |

| 9. august 2017 18:30 |

| Helsinge (6) | 0 - 2   | HIK (3)                       |
| ------------ | ------- | ----------------------------- |
|              | Rapport | Therkildsen 34' · Lange 75' · |

| Helsinge Stadion, Helsinge Tilskuere: 225 Dommer: Anders Skjødt Voergaard |

| 9. august 2017 19:30 |

| Sunred Beach (6)            | 2 - 2 (e.f.s.) | CSC (6)                             |
| --------------------------- | -------------- | ----------------------------------- |
| Lyngby 24' · Mikkelsen 119' | Rapport        | Bertelsen 71' (str.), 103' (str.) · |

| Ryparken Idrætsanlæg, København Dommer: Martin Køster |

|  |       | Straffesparkskonkurrence |
|  | 4 - 2 |                          |

| 15. august 2017 18:15 |

| Ballerup-Skovlunde (5)                | 3 - 1   | B1973 (6)    |
| ------------------------------------- | ------- | ------------ |
| Tidemand 45', 69' · Lynge Nielsen 87' | Rapport | Eriksen 6' · |

| Ballerup Idrætspark, Ballerup Dommer: Tinna Høj Christensen |

### Øst, Sjælland/Lolland/Falster
| 8. august 2017 18:30 |

| Herstedøster (5) | 0 - 1   | Frem Sakskøbing (6) |
| ---------------- | ------- | ------------------- |
|                  | Rapport | Stryger 23' ·       |

| Herstedøster Stadion, Albertslund Dommer: Nikolaj Mose Dreisig Hansen |

| 8. august 2017 18:30 |

| Listrup (5) | 0 - 5   | Holbæk (4)                                                                         |
| ----------- | ------- | ---------------------------------------------------------------------------------- |
|             | Rapport | Thomsen 17' · Hjort 28' · Halling 68' · Sjørslev 71' · Andrew Kakooza 90' (str.) · |

| LUIF's anlæg, Nykøbing Falster Dommer: Patrick Stenzel Rasmussen |

| 8. august 2017 18:30 |

| Ringsted (5) | 0 - 1   | Fredensborg (4) |
| ------------ | ------- | --------------- |
|              | Rapport | Sørensen 24' ·  |

| Ringsted Stadion, Ringsted Dommer: Emil Martinussen |

| 8. august 2017 18:30 |

| Slagelse (4)                               | 3 - 0   | KFUM Roskilde (4) |
| ------------------------------------------ | ------- | ----------------- |
| Hidiroglu 4', 45' (str.) · P. Andersen 55' | Rapport |                   |

| Slagelse Stadion, Slagelse Tilskuere: 304 Dommer: Benjamin Helm Svedborg |

| 8. august 2017 18:30 |

| VB 1968 (6)                                                    | 4 - 1   | Djøllefjelde-Musse (6)  |
| -------------------------------------------------------------- | ------- | ----------------------- |
| Saidi 7' · Demirbas 18', 61' · Dencker Jørgensen 90' (selvmål) | Rapport | Dencker Jørgensen 90' · |

| Skovbrynet Skole, Bagsværd Dommer: Christian Hansen |

| 9. august 2017 18:30 |

| FC Roskilde (2) | 0 - 1   | Nykøbing FC (2)    |
| --------------- | ------- | ------------------ |
|                 | Rapport | Bonde Jensen 79' · |

| Roskilde Idrætspark, Roskilde Tilskuere: 743 Dommer: Benjamin Willaume-Jantzen |

| 9. august 2017 18:30 |

| Herlufsholm (5) | 0 - 5   | HB Køge (2)                                                    |
| --------------- | ------- | -------------------------------------------------------------- |
|                 | Rapport | Törnros 15', 29' · Laustrup 63' · Lassen 74' · Mortensen 81' · |

| Herlufsholm Stadion, Næstved Tilskuere: 300 Dommer: Jesper Nielsen |

| 9. august 2017 18:30 |

| Rishøj (5) | 0 - 6   | Greve (3)                                                                      |
| ---------- | ------- | ------------------------------------------------------------------------------ |
|            | Rapport | Tangvig Sørensen 28' (62) · Frank 38' · Dumic 64', 66' (str.) · Petersen 81' · |

| Rishøj Stadion, Køge Dommer: Jonathan Nilton |

| 14. august 2017 19:00 |

| Ølstykke (6)   | 1 - 3   | Næstved (3)                            |
| -------------- | ------- | -------------------------------------- |
| Pointinger 19' | Rapport | Mourhrib 54', 87' · Mertz 82' (str.) · |

| Ølstykke Stadion, Ølstykke Tilskuere: 285 Dommer: Peter Munch Larsen |

## Anden runde
Holdene deles op i 2 lige store puljer, hhv. Øst og Vest. Da der var flere Vest-hold end Øst-hold er 5 fynske hold rykket over i Øst-puljen. Det drejser sig om B1913, Dalum, OB, Næsby og Otterup.
Lodtrækningen fandt sted fredag d. 11. august 2017.. Lodtrækningen tilrettelagdes således, at klubberne i Superligaen ikke kunne møde hinanden, samt så vidt muligt således, at klubberne udenfor Herre-DM ikke kunne møde hinanden.

### Vest
| 29. august 2017 17:30 |

| Agerbæk/Starup (5)       | 2 - 7   | Randers FC (1)                                                                                     |
| ------------------------ | ------- | -------------------------------------------------------------------------------------------------- |
| Jensen 69' · Poulsen 72' | Rapport | Mølvadgaard 10' · Djurdjic 21' · Lobjanidze 26' · Bruhn 44' · Pourié 65' · Agesen 77' · Mame 79' · |

| Starup Stadion, Grindsted Dommer: Jørgen Daugbjerg Burchardt |

| 29. august 2017 17:30 |

| Hedensted (4)     | 1 - 0   | Aarhus Fremad (3) |
| ----------------- | ------- | ----------------- |
| Suljic 50' (str.) | Rapport |                   |

| Hedensted Stadion, Hedensted Dommer: Mads-Kristoffer Kristoffersen |

| 29. august 2017 17:30 |

| Jammerbugt FC (3)                      | 3 - 1   | Vejle (2)        |
| -------------------------------------- | ------- | ---------------- |
| Steffensen 48' · Rye 71' · Ahlmann 75' | Rapport | Sverrisson 43' · |

| Jetsmark Stadion, Pandrup Dommer: Mikkel Redder |

| 29. august 2017 17:30 |

| Vejgaard (4)                                                                    | 4 - 3   | FC Sydvest (3)                     |
| ------------------------------------------------------------------------------- | ------- | ---------------------------------- |
| Pedersen 39' · A. Sloth-Kristensen 64' · M. Sloth-Kristensen 76' · Højgaard 90' | Rapport | Sørensen 3' · Dum 58' · Degn 70' · |

| Soffy Road, Aalborg Dommer: Michael Rasmussen |

| 29. august 2017 17:30 |

| Aabyhøj (5)                         | 3 - 4 (e.f.s.) | Middelfart (3)                            |
| ----------------------------------- | -------------- | ----------------------------------------- |
| Hoe 22' · Hammershøj 30' · Lose 51' | Rapport        | Johansen 20', 34' · Andreasen 90', 114' · |

| Aabyhøj Stadion, Aabyhøj Dommer: Esad Deronjic |

| 29. august 2017 19:00 |

| Kolding IF (3) | 0 - 1   | Hobro (1)      |
| -------------- | ------- | -------------- |
|                | Rapport | Grønning 40' · |

| Kolding Stadion, Kolding Dommer: Jakob Kehlet |

| 29. august 2017 19:00 |

| VSK Aarhus (3) | 1 - 4   | AGF (1)                                         |
| -------------- | ------- | ----------------------------------------------- |
| Sivertsen 39'  | Rapport | Bundu 8', 22' · Sana 14' · Torp 90' (selvmål) · |

| Ceres Park, Aarhus Dommer: Jens Maae |

| 30. august 2017 17:30 |

| Nørresundby (5)                   | 2 - 3   | Skive (2)                               |
| --------------------------------- | ------- | --------------------------------------- |
| Toft 84' (str.) · C.K. Jensen 90' | Rapport | Thomsen 49' · Kock 61' · Brandhof 83' · |

| Nordjyske Bank Arena, Nørresundby Dommer: Aydin Uslu |

| 30. august 2017 17:30 |

| RKG (6)       | 1 - 8   | FC Fredericia (2)                                                                                  |
| ------------- | ------- | -------------------------------------------------------------------------------------------------- |
| Rasmussen 68' | Rapport | McGrath 3', 11' · Petersen 8', 65' · Putros 13' (str.) · Fazlagic 42' · Lopez 62' · Sørensen 66' · |

| Klarup Stadion, Klarup Dommer: Michael V. Jensen |

| 30. august 2017 17:30 |

| Varde (4)                                  | 3 - 5 (e.f.s.) | AC Horsens (1)                                                |
| ------------------------------------------ | -------------- | ------------------------------------------------------------- |
| Holm 20' · Jelstrup 88' · Forst Jensen 90' | Rapport        | Okosun 31', 64' · Tshiembe 55' · Jacobsen 97' · Ludwig 100' · |

| Sydbank Stadion, Varde Dommer: Morten Krogh |

| 6. september 2017 19:00 |

| Vendsyssel FF (2) | 1 - 0 (e.f.s.) | Brabrand (2) |
| ----------------- | -------------- | ------------ |
| L. Jensen 101'    | Rapport        |              |

| Nord Energi Arena, Hjørring Dommer: Mikkel Redder |

| 7. september 2017 19:30 |

| Viborg (2) | 1 - 5 (e.f.s.) | AaB (1)                                                              |
| ---------- | -------------- | -------------------------------------------------------------------- |
| Kamper 7'  | Rapport        | Rolim 90' · Pohl 97' · Børsting 98' · Safranko 105' · Risgård 109' · |

| Energi Viborg Arena, Viborg Dommer: Dennis Mogensen |

| 19. september 2017 19:00 |

| Kjellerup (3) | 0 - 6   | Silkeborg (1)                                                         |
| ------------- | ------- | --------------------------------------------------------------------- |
|               | Rapport | Okkels 22' · Vatsadze 40', 47' · Skhirtladze 50' · Nilsson 57', 67' · |

| JYSK Park, Silkeborg Dommer: Mads-Kristoffer Kristoffersen |

### Øst
| 29. august 17:30 |

| B1913 (4) | 1 - 3   | Hvidovre (3)                                     |
| --------- | ------- | ------------------------------------------------ |
| Ahmed 1'  | Rapport | Brandt Hansen 32' · Aabech 36' · Andreasen 89' · |

| Campus Road, Odense Dommer: Allan Rørdahl Borgstrøm |

| 29. august 17:30 |

| Ballerup-Skovlunde (5) | 1 - 5   | Holbæk (4)                                                             |
| ---------------------- | ------- | ---------------------------------------------------------------------- |
| Randrup 52'            | Rapport | Bobjerg Larsen 23' · Johansen 57' · Halling 62', 88' · Billeskov 74' · |

| Ballerup Idrætspark, Ballerup Dommer: Sebastian Friis Aagerup |

| 29. august 17:30 |

| Dalum (3) | 0 - 1   | OB (1)        |
| --------- | ------- | ------------- |
|           | Rapport | Eskesen 89' · |

| Dalum Stadion, Odense Dommer: Sandi Putros |

| 29. august 2017 17:30 |

| Frem Sakskøbing (6) | 0 - 9   | Greve (3)                                                                                     |
| ------------------- | ------- | --------------------------------------------------------------------------------------------- |
|                     | Rapport | Jensen 25', 47' · Tangvig Sørensen 28', 56', 90' · Knudsen 71', 81' · Dumic 77' · Qvapp 84' · |

| Inges Auto Park, Sakskøbing Dommer: Patrick Stenzel Rasmussen |

| 29. august 2017 17:30 |

| Ledøje-Smørum (4) | 1 - 0   | B93 (3) |
| ----------------- | ------- | ------- |
| Madsen 75'        | Rapport |         |

| Ledøje Idrætscenter, Smørum Dommer: Tinna Høj Christensen |

| 29. august 2017 17:30 |

| VB 1968 (6)   | 1 - 0   | Næsby (3) |
| ------------- | ------- | --------- |
| 75' (selvmål) | Rapport |           |

| Skovbrynet Skole, Bagsværd Dommer: Christian Hansen |

| 29. august 2017 18:30 |

| Slagelse (4)                      | 2 - 1 (e.f.s.) | AB (3)        |
| --------------------------------- | -------------- | ------------- |
| Hidiroglu 43' · Jensen 98' (str.) | Rapport        | Nielsen 90' · |

| Slagelse Stadion, Slagelse Dommer: Benjamin Helm Svedborg |

| 30. august 2017 17:30 |

| Vanløse (4)           | 1 - 3   | Fremad Amager (2)                        |
| --------------------- | ------- | ---------------------------------------- |
| Castelijns 90' (str.) | Rapport | Kaagh 22' · Vatnsdal 27' · Abdalas 83' · |

| Vanløse Idrætspark, Vanløse Dommer: Benjamin Willaume-Jantzen |

| 30. august 2017 19:00 |

| Brønshøj (3) | 0 - 2   | Næstved (3)                 |
| ------------ | ------- | --------------------------- |
|              | Rapport | Moos 82' · Munksgaard 86' · |

| Tingbjerg Idrætspark, Brønshøj Dommer: Kasper Madsen |

| 30. august 2017 19:00 |

| HB Køge (2)                                         | 4 - 3 (e.f.s.) | Nykøbing FC (2)             |
| --------------------------------------------------- | -------------- | --------------------------- |
| Lassen 17', 57' · Rochester Sørensen 33' · Bah 101' | Rapport        | Koch 6' · Holten 31', 68' · |

| Castus Park, Herfølge Dommer: Jesper Nielsen |

| 30. august 2017 19:30 |

| Sunred Beach (6) | 1 - 5   | Otterup Bold- og Idrætsklub (5)                                |
| ---------------- | ------- | -------------------------------------------------------------- |
| Larsen 90'       | Rapport | Chilvers 20' · Davidsen 30', 48' · Villemoes 60' · Tubæk 85' · |

| Ryparkens Idrætsanlæg, København Dommer: Mostafa Seyfi |

| 5. september 2017 17:15 |

| Fredensborg (4) | 1 - 2   | HIK (3)                                     |
| --------------- | ------- | ------------------------------------------- |
| Göde 70'        | Rapport | 20' (selvmål) · Hebo Rasmussen 60' (str.) · |

| Fredensborg Stadion, Fredensborg Dommer: Martin Køster |

| 5. september 2017 18:30 |

| Husum (6) | 0 - 3   | FC Helsingør (1)                           |
| --------- | ------- | ------------------------------------------ |
|           | Rapport | Stückler 31' · Kvist 87' · Jørgensen 90' · |

| Tingbjerg Idrætspark, Brønshøj Dommer: Benjamin Willaume-Jantzen |

## Tredje runde
I 3. runde træder nummer 1-6 fra Superligaen 2016-17 ind i DBU Pokalen og sammen med de 26 vindere fra 2. runde vil der være 32 hold. Lodtrækningen tilrettelagdes således, at klubberne i Superligaen ikke kunne møde hinanden, samt så vidt muligt således, at klubberne udenfor Herre-DM ikke kunne møde hinanden.
Lodtrækningen fandt sted mandag d. 4. september 2017..
| 19. september 2017 16:30 |

| VB 1968 (6) | 0 - 3   | Jammerbugt FC (3)                               |
| ----------- | ------- | ----------------------------------------------- |
|             | Rapport | 72' (selvmål) · Hyltoft 84' · Tved Hansen 90' · |

| Skovbrynet Skole, Bagsværd Dommer: Jakob A. Sundberg |

| 20. september 2017 16:30 |

| Greve (3) | 0 - 7   | FC Midtjylland (1)                                                                  |
| --------- | ------- | ----------------------------------------------------------------------------------- |
|           | Rapport | Novak 14' · Onuachu 26', 61', 65', 72' · Alexander Munksgaard 74' · Dal Hende 77' · |

| Greve Idrætscenter, Greve Tilskuere: 824 Dommer: Jakob Kehlet |

| 20. september 2017 16:30 |

| Hedensted (4)        | 1 - 3   | Lyngby (1)                            |
| -------------------- | ------- | ------------------------------------- |
| Kahr Christensen 28' | Rapport | Rygaard 15' · Larsen 23' · Kjær 33' · |

| Hedensted Stadion, Hedensted Tilskuere: 2.378 Dommer: Jens Maae |

| 20. september 2017 16:30 |

| Middelfart (3) | 0 - 2   | AaB (1)             |
| -------------- | ------- | ------------------- |
|                | Rapport | Børsting 27', 55' · |

| Middelfart Stadion, Middelfart Tilskuere: 1.121 Dommer: Jørgen Daugbjerg Burchardt |

| 20. september 2017 16:30 |

| Næstved (3)      | 1 - 3   | HB Køge (2)                            |
| ---------------- | ------- | -------------------------------------- |
| Mertz 21' (str.) | Rapport | Lassen 36' · Hassan 68' · Haüser 85' · |

| Euro Outlets Stadion, Næstved Tilskuere: 312 Dommer: Jesper Nielsen |

| 20. september 2017 16:30 |

| Otterup (5) | 0 - 2   | Randers FC (1)                 |
| ----------- | ------- | ------------------------------ |
|             | Rapport | Pourié 41' · Mølvadgaard 50' · |

| Nordfyns Bank Arena, Otterup Tilskuere: 645 Dommer: Morten Krogh |

| 20. september 2017 18:15 |

| Skive (2) | 0 - 3   | FC København (1)           |
| --------- | ------- | -------------------------- |
|           | Rapport | Holse 6', 36' · Kusk 68' · |

| Spar Nord Arena, Skive Tilskuere: 2.364 Dommer: Michael Tykgaard |

| 20. september 2017 19:00 |

| Holbæk (4)  | 1 - 0   | AC Horsens (1) |
| ----------- | ------- | -------------- |
| Adamsen 58' | Rapport |                |

| SuRi Park, Holbæk Tilskuere: 478 Dommer: Sandi Putros |

| 20. september 2017 19:00 |

| Hvidovre (3) | 0 - 0 (e.f.s.) | FC Helsingør (1) |
| ------------ | -------------- | ---------------- |
|              | Rapport        |                  |

| Kæmpernes Arena, Hvidovre Tilskuere: 1.036 Dommer: Benjamin Willaume-Jantzen |

|  |       | Straffesparkskonkurrence |
|  | 3 - 4 |                          |

| 20. september 2017 19:00 |

| Slagelse (4) | 1 - 5   | Hobro (1)                                          |
| ------------ | ------- | -------------------------------------------------- |
| Rygaard 48'  | Rapport | Amankwah 3' · Grønning 42', 60', 73' · Olsen 86' · |

| Slagelse Stadion, Slagelse Tilskuere: 1.446 Dommer: Peter Munch Larsen |

| 20. september 2017 20:30 |

| Ledøje-Smørum (4)   | 1 - 5   | Brøndby (1)                                                                    |
| ------------------- | ------- | ------------------------------------------------------------------------------ |
| Scott Rasmussen 30' | Rapport | Vigen Christensen 33', 86' · Halimi 57' · Wilczek 71' · Søberg 79' (selvmål) · |

| Brøndby Stadion, Brøndby Tilskuere: 3.587 Dommer: Anders Poulsen |

| 21. september 2017 18:15 |

| Fremad Amager (2)          | 2 - 3   | OB (1)                                   |
| -------------------------- | ------- | ---------------------------------------- |
| Nordstrand 44' · Kaagh 85' | Rapport | Helenius 9' · Greve 59' · Thomasen 86' · |

| Sundby Idrætspark, København Tilskuere: 1.856 Dommer: Mads-Kristoffer Kristoffersen |

| 21. september 2017 20:30 |

| FC Fredericia (2) | 1 - 0   | AGF (1) |
| ----------------- | ------- | ------- |
| McGrath 69'       | Rapport |         |

| Monjasa Park, FC Fredericia Tilskuere: 1.154 Dommer: Dennis Mogensen |

| 27. september 2017 16:15 |

| Vejgaard (4) | 0 - 4   | FC Nordsjælland (1)                                       |
| ------------ | ------- | --------------------------------------------------------- |
|              | Rapport | Skov Olsen 10' · Rasmussen 13', 59' · Fellah 65' (str.) · |

| Soffy Road, Aalborg Tilskuere: 1.005 Dommer: Dennis Mogensen |

| 27. september 2017 17:30 |

| Vendsyssel FF (2) | 1 - 2   | SønderjyskE (1) |
| ----------------- | ------- | --------------- |
| Ogude 28'         | Rapport | Kløve 9', 50' · |

| Nord Energi Arena, Hjørring Tilskuere: 1.228 Dommer: Jakob Kehlet |

| 21. november 2017 17:55 |

| HIK (3) | 0 - 3   | Silkeborg (1)                               |
| ------- | ------- | ------------------------------------------- |
|         | Rapport | Skov 62' · Skhirtladze 71' · Vendelbo 79' · |

| Gentofte Stadion, Gentofte Tilskuere: 573 Dommer: Mads-Kristoffer Kristoffersen |

## Fjerde runde
Lodtrækningen fandt sted d. 25. september 2017.
| 25. oktober 2017 18:00 |

| OB (1) | 0 - 3   | FC Midtjylland (1)                      |
| ------ | ------- | --------------------------------------- |
|        | Rapport | Duelund 35' · Sørloth 54' · Kraev 87' · |

| EWII Park, Odense Tilskuere: 2.853 Dommer: Mads-Kristoffer Kristoffersen |

| 25. oktober 2017 19:00 |

| FC Fredericia (2)        | 2 - 0   | HB Køge (2) |
| ------------------------ | ------- | ----------- |
| McGrath 48' · Holvad 61' | Rapport |             |

| Monjasa Park, Fredericia Tilskuere: 1.046 Dommer: Chris Johansen |

| 26. oktober 2017 19:00 |

| Holbæk (4)           | 1 - 4   | Randers FC (1)                                       |
| -------------------- | ------- | ---------------------------------------------------- |
| Billeskov 72' (str.) | Rapport | Mølvadgaard 2' · Lobzhanidze 25' · Pourié 69', 74' · |

| SuRi Park, Holbæk Tilskuere: 745 Dommer: Anders Poulsen |

| 1. november 2017 19:00 |

| Hobro (1)                                  | 1 - 1 (e.f.s.)           | FC Nordsjælland (1)                       |
| ------------------------------------------ | ------------------------ | ----------------------------------------- |
| Grønning 13'                               | Rapport                  | Marcondes 49'                             |
|                                            | Straffesparkskonkurrence |                                           |
| Olsen Hammershøy-Mistrati Antipas Grønning | 4 - 3                    | Marcondes Mikkelsen Petry Bartolec Jensen |

| DS Arena, Hobro Tilskuere: 1.013 Dommer: Jørgen Daugbjerg Burchardt |

| 28. november 2017 19:00 |

| Jammerbugt FC (3) | 1 - 4   | SønderjyskE (1)                                               |
| ----------------- | ------- | ------------------------------------------------------------- |
| Steffensen 83'    | Rapport | Ekani 13' · Luijckx 24' · Zinckernagel 33' · Gartenmann 90' · |

| Sydbank Park, Haderslev Tilskuere: 1.548 Dommer: Jakob Kehlet |

| 6. december 2017 17:45 |

| AaB (1)                | 2 - 1   | FC Helsingør (1) |
| ---------------------- | ------- | ---------------- |
| Rolim 90' · Flores 90' | Rapport | Okre 20' (sm.) · |

| Aalborg Portland Park, Aalborg Tilskuere: 3.082 Dommer: Jakob Kehlet |

| 6. december 2017 18:00 |

| Silkeborg (1)                                  | 3 - 1 (e.f.s.) | Lyngby (1)    |
| ---------------------------------------------- | -------------- | ------------- |
| Skhirtladze 58' · Salquist 92' · Petersen 102' | Rapport        | Ørnskov 88' · |

| JYSK Park, Silkeborg Tilskuere: 1.728 Dommer: Michael Tykgaard |

| 4. februar 2018 12:30 |

| FC København (1) | 0 - 1   | Brøndby (1)   |
| ---------------- | ------- | ------------- |
|                  | Rapport | Wilczek 33' · |

| Telia Parken, København Tilskuere: 19.645 Dommer: Michael Tykgaard |

## Kvartfinaler
Lodtrækningen fandt sted onsdag den 6. december 2017.
| 4. april 2018 18:00 |

| Randers FC (1) | 1 - 3 (e.f.s) | Silkeborg (1)                                           |
| -------------- | ------------- | ------------------------------------------------------- |
| Markkanen 10'  | Rapport       | Mattsson 41' · Gertsen 107' · Rochester Sørensen 117' · |

| BioNutria Park, Randers Tilskuere: 2.292 Dommer: Jens Maae |

| 5. april 2018 18:30 |

| SønderjyskE (1) | 0 - 1 (e.f.s) | Brøndby (1)     |
| --------------- | ------------- | --------------- |
|                 | Rapport       | Nørgaard 118' · |

| Sydbank Park, Haderslev Tilskuere: 5.048 Dommer: Peter Kjærsgaard-Andersen |

| 11. april 2018 18:00 |

| FC Fredericia (2)             | 3 - 1   | AaB (1)        |
| ----------------------------- | ------- | -------------- |
| Høegh 15', 45' · Fazlagic 39' | Rapport | Børsting 59' · |

| Monjasa Park, Fredericia Tilskuere: 2.466 Dommer: Morten Krogh |

| 12. april 2018 18:30 |

| Hobro (1)      | 1 - 2 (e.f.s) | FC Midtjylland (1) |
| -------------- | ------------- | ------------------ |
| Mikkelsen 109' | Rapport       | Kraev 99', 112' ·  |

| DS Arena, Hobro Tilskuere: 1.382 Dommer: Jørgen Daugbjerg Burchardt |

## Semifinaler
Der blev trukket lod den 12. april 2018.
| 25. april 2018 17:30 |

| FC Fredericia (2) | 0 - 1   | Silkeborg (1)        |
| ----------------- | ------- | -------------------- |
|                   | Rapport | Fredsted 50' (sm.) · |

| Monjasa Park, Fredericia Tilskuere: 3.905 Dommer: Jens Maae |

| 26. april 2018 18:30 |

| Brøndby (1)                 | 3 - 1   | FC Midtjylland (1) |
| --------------------------- | ------- | ------------------ |
| Wilczek 1', 65' · Pukki 15' | Rapport | Wikheim 48' ·      |

| Brøndby Stadion, Brøndby Tilskuere: 14.794 Dommer: Mads-Kristoffer Kristoffersen |

## Finale
| 10. maj 2018 17:00 |

| Brøndby (1)                   | 3 - 1   | Silkeborg (1)     |
| ----------------------------- | ------- | ----------------- |
| Röcker 35' · Wilczek 41', 90' | Rapport | Skhirtladze 33' · |

| Telia Parken, København Tilskuere: 31.027 Dommer: Anders Poulsen |